# Oospila restricta
Oospila restricta är en fjärilsart som beskrevs av W. Warren 1904. Oospila restricta ingår i släktet Oospila och familjen mätare. Inga underarter finns listade i Catalogue of Life.